# Antony Robic
Pour les articles homonymes, voir Robic.
Antony Robic, né le 5 mars 1986 dans le 6e arrondissement de Marseille (Bouches-du-Rhône), est un footballeur franco-portugais qui évolue au poste de milieu offensif.

## Biographie

### Formation et débuts
Après un début de formation au FC Martigues, Antony Robic poursuit son apprentissage en rejoignant en 2003 le centre de formation du Toulouse FC, sous contrat aspirant pendant un an, puis stagiaire à partir de 2004.
Le 4 juin 2005, il remporte avec le Toulouse Football Club la Coupe Gambardella en inscrivant un but et délivrant deux passes décisives en finale face à l’Olympique Lyonnais de Karim Benzema et Hatem Ben Arfa (score final 6-2).
En 2006, il signe son premier contrat professionnel dans la foulée avec Toulouse. Il apparaît à quinze reprises sur le banc mais ne joue jamais en équipe première (sauf en match amical) et se contente alors de matchs pleins en CFA.
Il décide alors de lancer sa carrière professionnelle en s'engageant au Tours FC. Après une première saison en National et une saison complète, l'équipe tourangelle accède en Ligue 2. Lors de la saison suivante, Antony n'est plus utilisé notamment du fait d'une opération de l'appendicite, et ne participe finalement qu'à 8 matchs de Ligue 2. Lors de l'intersaison 2009, il participe au stage de l'UNFP destiné aux joueurs sans contrat, puis s'engage au FC Martigues alors en CFA.

### Révélation en National
Après avoir vécu une période délicate dans sa vie de footballeur, il a le mérite de toujours y croire et relancer sa carrière dans le club de Romorantin en CFA. Auteur d'une belle saison, le Vannes OC qui évolue en National l'engage. Il retrouve alors un statut professionnel puisque le club morbihannais est descendu de Ligue 2 une saison auparavant. Antony Robic gagne très vite sa place au sein de l'équipe type de Stéphane Le Mignan en marquant des buts importants et devient capitaine sous les ordres de Thierry Froger. Aux étoiles France Football, il est le joueur vannetais le mieux classé. À l'issue de la saison, il signe au Stade lavallois pour deux ans.

### Confirmation en Ligue 2
Ses deux années en Mayenne lui permettent de s’aguerrir en Ligue 2 et d'y réaliser deux saisons pleines. La première se conclura sur 36 apparitions en championnat pour quatre buts et trois passes décisives. Il participe à tous les matchs de championnat au cours de la saison 2014-15 et y améliore ses statistiques avec quatre buts et six passes décisives. Ses performances lui ouvrent les portes d'un club plus huppé à la fin de son contrat : l'AS Nancy-Lorraine où il s'engage pour deux ans au début de juin 2015. En mars 2016 il reçoit le trophée UNFP du joueur du mois de Ligue 2, quelques semaines avant d'accéder à la Ligue 1. Il prolonge son contrat à Nancy de deux ans supplémentaire et réalise une saison à 25 matchs en Ligue 1. 

### Retour à Laval
Après trois saisons et demi passées en Lorraine, avec 103 matchs joués et dix-sept buts marqués pour le club nancéien, il revient au Stade lavallois en National 1, le 31 janvier 2019, dernier jour du mercato hivernal. Il y jouera douze matchs avec des statistiques plutôt convaincantes de six buts et trois passes décisives, il rate de peu les barrages pour l’accession en Ligue 2. En juillet 2019, il prolonge pour deux saisons et inscrit huit buts puis délivre cinq passes décisives, ce qui lui permettra d'être directement impliqué dans 46 % des buts de son équipe. En janvier 2020, il est désigné dans le onze type de la décennie par la rédaction sportive de Ouest-France Laval.

### Remontée en L2 avec Bastia
Avec le SC Bastia, il remporte le titre de Champion de National 1 et est nommé en mai 2021 dans le Onze type du Championnat National par la FFF.

### Parcours international
D'ascendance bretonne, Anthony Robic est éligible pour jouer avec l'équipe de Bretagne. En 2010 il termine troisième de la Corsica Football Cup avec la sélection bretonne. En avril 2016, il fait partie d'une liste de 58 joueurs sélectionnables en équipe de Bretagne, dévoilée par Raymond Domenech qui en est le nouveau sélectionneur.

## Palmarès

### En club
- Vainqueur de la Coupe Gambardella avec le Toulouse FC en 2005
- Vice-champion de National en 2008 avec le Tours FC
- Champion de Ligue 2 avec l'AS Nancy-Lorraine en 2016
- Champion de National en 2021 avec le SC Bastia

### Distinctions individuelles
- Élu joueur du mois de février 2021 en National.
- En mars 2016, il remporte le trophée UNFP du joueur du mois de Ligue 2

## Engagements syndicaux
Lors de la saison 2018-2019, il est l'un des trois délégués syndicaux de l'UNFP au sein de l'AS Nancy-Lorraine. Il occupe de nouveau cette fonction la saison suivante au Stade lavallois.

## Vie privée
Anthony Robic est binational franco-portugais.
Il est de la lignée familiale de Jean Robic, coureur cycliste dans les années cinquante.